# 李胤昌
李胤昌（？—？），字文長，直隸蘇州府崑山縣人，民籍，明朝政治人物。

## 生平
萬曆二十八年（1600年）庚子科應天鄉試第一名舉人（解元），二十九年（1601年）辛丑科二甲第十一名進士。授翰林院編修。

## 家族
高祖李鑌；曾祖李忱；祖父李棠；父李同芳，萬曆八年進士，山東巡撫。母劉氏。妻沈氏，監生沈天植女。